# Potentilla pedersenii
Potentilla pedersenii — вид трав'янистих рослин родини Розові (Rosaceae), поширений на півночі Північної Америки та Євразії.

## Таксономічні примітки
Схожість виду з ендеміком Свальбарду Potentilla insularis можливо призведе до об'єднання цих видів.

## Опис
Стебла від висхідних до піднятих 0.4–2 дм. Листя: базальне листя 2.5–4 см; черешок 1.5–2.5 см, є довге волосся на листках і черешку, листових фрагментів 3–5; стеблових листків 0–2.
Суцвіття (1)3–7-квіткові, відкриті, кут відгалуження 30–50°. Квітоніжка 1–2 см, проксимальна до 4 см. Квіти: чашолистки 4–6 мм, вершини від гострих до підгострих; пелюстки блідо-жовті, зазвичай не перекриваються 6–7 × 4–8 мм, виразно довші за чашолистки; пиляки ±0.4 мм. Сім'янка 1.1–1.2 мм.

## Поширення
Північна Америка: Ґренландія, Канада; Азія: Сибір, Далекий Схід; Європа: Норвегія. Населяє суху тундру, гравійні й суглинкові хребти, суглинки, скелясті виходи та щілини; 0–200 м.